# Municipio de Katy
El municipio de Katy (en inglés: Katy Township) es un municipio ubicado en el condado de Boone en el estado estadounidense de Misuri. En el año 2010 tenía una población de 3787 habitantes y una densidad poblacional de 23,82 personas por km².

## Geografía
El municipio de Katy se encuentra ubicado en las coordenadas 38°58′36″N 92°28′25″O / 38.97667, -92.47361. Según la Oficina del Censo de los Estados Unidos, el municipio tiene una superficie total de 158.95 km², de la cual 156,99 km² corresponden a tierra firme y (1,23 %) 1,96 km² es agua.

## Demografía
Según el censo de 2010, había 3787 personas residiendo en el municipio de Katy. La densidad de población era de 23,82 hab./km². De los 3787 habitantes, el municipio de Katy estaba compuesto por el 94,48 % blancos, el 2,03 % eran afroamericanos, el 0,42 % eran amerindios, el 1,32 % eran asiáticos, el 0,34 % eran de otras razas y el 1,4 % eran de una mezcla de razas. Del total de la población el 1,4 % eran hispanos o latinos de cualquier raza.